# Faux-poivrier odorant
Schinus molle
Espèce
Classification phylogénétique
Schinus molle, communément appelé « faux-poivrier » ou « poivrier sauvage », est une espèce d’arbres de la famille des Anacardiaceae originaire d'Amérique du Sud.

## Description
Ses feuilles finement divisées sont persistantes. Froissées, elles dégagent une forte odeur de poivre. Son port est retombant, sa silhouette rappelle celle du saule pleureur.
Au printemps apparaissent des grappes de petites fleurs blanc-crème, suivies à l'automne de fruits qui sont de petites drupes pisiformes, semblables à des grappes de raisin  ou à des grains de poivre, de couleur rose à maturité (appelés « baies roses » dans le commerce). C'est d'ailleurs un Schinus d'une espèce côtière du Pérou qui donne le fameux « poivre rose » utilisé comme condiment.
De rusticité moyenne, il est défolié dès −5 °C et les parties aériennes ne résistent pas à un froid prolongé de −8 °C. Il pousse depuis la côte jusqu'à 3 200 mètres d'altitude maximum, dans les Andes sèches.

## Utilisation
Dans les Andes péruviennes, où il est nommé « molle » (prononcer « moyé »), il sert comme combustible, comme barrière dans les champs et les pâturages, il est planté le long des murets de pierre sèche pour les soutenir. Son écorce et sa résine ont des vertus médicinales reconnues, depuis des temps reculés : la résine servait à embaumer les rois incas. Cette résine blanche, opaque, aurait des propriétés purgatives et fortifiantes pour les gencives. Elle était utilisée comme le mastic chez les orientaux.
Taillé, il rejette immédiatement sans dommage, c'est pourquoi il est utilisé comme le saule têtard d'Europe par les paysans andins, toujours à la recherche de bois et de combustible.
On fabrique encore de nos jours dans les Andes une chicha (bière) à partir des fruits du molle. Par macération dans l'eau, on obtient une sorte de bière rougeâtre plus enivrante que la chicha à base de maïs. Aigrie, elle est utilisée comme vinaigre.
L'espèce est également cultivée pour son caractère ornemental en Amérique du Sud et Centrale et dans les jardins méditerranéens, notamment en Andalousie.